# Eller Forst
Der Eller Forst ist ein teilweise bewirtschaftetes Waldgebiet in der Gemarkung Eller der nordrhein-westfälischen Landeshauptstadt Düsseldorf. Er ist ein Teil des Düsseldorfer Stadtwalds und liegt zwischen den Stadtteilen Eller, Unterbach und Vennhausen. Zusammen mit dem unmittelbar angrenzenden Unterbacher See bildet er ein Naherholungsgebiet insbesondere für die Bewohner der Städte Düsseldorf, Erkrath und Hilden. 

## Natur- und Landschaftsschutz

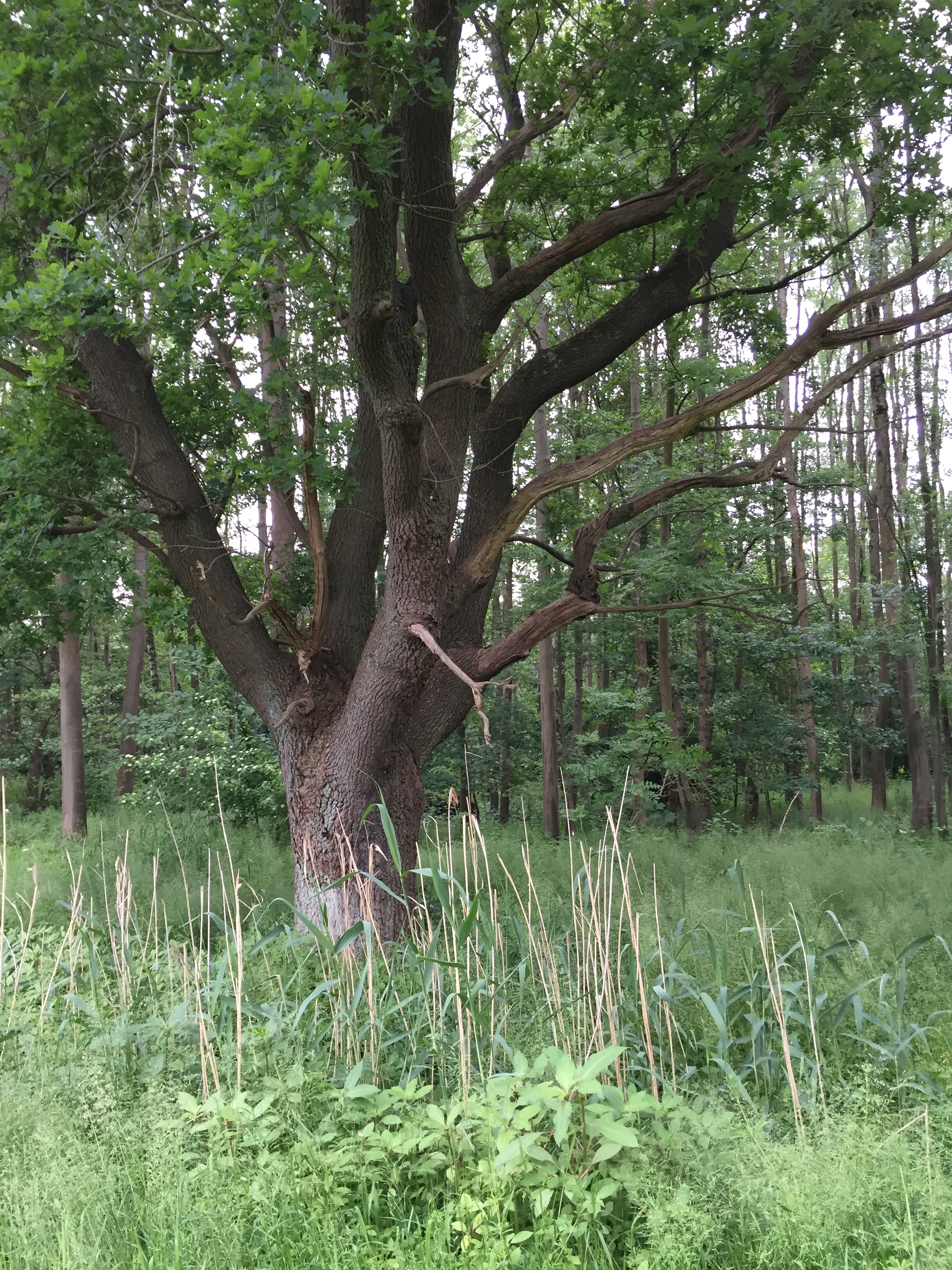
Eiche im Erlenbruchwaldbereich am Siebenbrückenweg im NSG Eller Forst (2016)

Der bei Unterbach liegende Teil südöstlich des Kikweges ist seit 1954 als Naturschutzgebiet Eller Forst mit rund 95 Hektar Größe ausgewiesen. Die nordwestlichen Bereiche des Waldes liegen im Landschaftsschutzgebiet Stadtgebiet Düsseldorf.
Der Eller Forst entstand – wie viele der heutigen Naturschutzgebiete Düsseldorfs – aus einem ausgedehnten Sumpfgebiet der Altrheine im Süden Düsseldorfs, das in Vorzeiten weitgehend trockengelegt und dessen Wasser im Unterbacher Seensystem konzentriert wurde. Erstmals wurden Teile des Waldes 1935 als Vogelfreistätte Eller Forst geschützt.
In den 1980er Jahren erkannte man eine weitergehende Schutzwürdigkeit, schüttete im geschützten Teil die Entwässerungsgräben wieder zu und stellte die Bewirtschaftung des Waldes weitgehend ein.
Der unter Naturschutz stehende Teilbereich des Waldes wird durch ein System von Feuchtwiesen und Waldtümpeln geprägt. In den Außenbereichen des Waldes findet sich ein aus Eichen, Eschen und Hainbuchen gebildeter Bruchwald, der zu seinem Zentrum hin in einen Erlenbruchwald übergeht: Die Schwarz-Erle ist die einzige Baumart, die in diesem nahezu dauerhaft überfluteten Bereich existieren kann.
Seit Ende der 2000er Jahre wird die Tier- und Pflanzenwelt des Eller Forstes einem intensiven Monitoring unterzogen. Neben den für Sumpfgebiete typischen Amphibien wurden dort 41 Brutvogelarten nachgewiesen, darunter Graureiher, Sumpfmeise, Zaunkönig, Habicht und Teichrohrsänger. Aus der Roten Liste gefährdeter Arten finden sich Wasserfeder und Ulmen-Zipfelfalter.

## Tourismus
Der Sauerländische Gebirgsverein betreut die beiden im Eller Forst angelegten Rundwanderwege, die auch den so genannten Siebenbrückenweg einschließen. Dort befindet sich ein Denkmal zum Andenken an die Düsseldorfer Widerstandskämpferin Else Gores.